# سهیل رعنا
سهیل رعنا (بنگالی: সোহেল রানা؛ زادهٔ ۲۷ مارس ۱۹۹۵) بازیکن فوتبال اهل بنگلادش است.
از باشگاه‌هایی که در آن بازی کرده است می‌توان به باشگاه فوتبال شیخ جمال دانموندی و باشگاه ورزشی محمدان (داکا) اشاره کرد.
وی همچنین در تیم‌های ملی فوتبال زیر ۲۳ سال بنگلادش و بنگلادش بازی کرده است.
وی در مسابقات کشوری و بین‌المللی در مجموع برندهٔ ۱ مدال برنز شده است.